# طالل چدلی
طالل چدلی (انگلیسی: Talel Chedly؛ زادهٔ ۲۱ آوریل ۱۹۷۸) بازیکن فوتبال اهل فرانسه است.
از باشگاه‌هایی که در آن بازی کرده‌است می‌توان به باشگاه فوتبال سروت ۱۸۹۰ و باشگاه فوتبال میرن اشاره کرد.